# Karl Priefert
Karl Priefert (* 2. Januar 1879 in Berlin; † 24. Mai 1961 ebenda) war ein deutscher Kommunalpolitiker und Gewerkschafter. Priefert war von 1919 bis 1933 für die SPD Mitglied im Provinziallandtag von Brandenburg und von 1924 bis 1933 Mitglied im Preußischen Staatsrat.

## Leben
Priefert wurde als Sohn des Bildhauers Hermann Priefert geboren. Seine Mutter Marie, eine geborene Theuerkauff, war Hausfrau. Er besuchte von 1885 bis 1893 die Volksschule in Berlin und erlernte den Beruf des Metalldrückers, den er bis 1907 ausübte. Er nutzte aber auch zahlreiche Weiterbildungsangebote, so unter anderem von 1893 bis 1897 die Fortbildungsschule, von 1902 bis 1906 die Arbeiterbildungsschule, ab 1906 eine Gewerkschaftsschule und später die Humboldt-Akademie. 
1902, mit 23 Jahren, wurde Priefert Mitglied in der SPD und im Deutschen Metallarbeiterverband (DMV). Bereits drei Jahre später, bis 1911, gehörte er als Branchenvertreter zur Ortsverwaltung Berlin des DMV. Ab 1907 war er außerdem Angestellter der Krankenkasse der Mechaniker. 1911 wählte ihn die Generalversammlung der DMV-Ortsverwaltung Rathenow zu ihrem Bevollmächtigten und Gewerkschaftssekretär. Bis 1920 wurde er bei Wahlen stets mit großen Mehrheiten bestätigt. Den Ersten Weltkrieg erlebte Priefert von 1915 bis 1918 als Sanitäter. 
1920 wurde er zum besoldeten Stadtrat von Rathenow gewählt. Seit dieser Zeit verlagerte sich seine Arbeit von der Gewerkschafts- auf die Kommunalpolitik. Als Stadtverordneter von Rathenow wurde er ab 1919 Mitglied im Brandenburgischen Provinziallandtag, wo er zeitweise das Amt des Vorsitzenden der SPD-Fraktion ausübte. Von Mai 1921 bis Mai 1924 war er Stellvertretendes Mitglied im Preußischen Staatsrat, dem er ab Mai 1924 bis April 1933 als Mitglied angehörte. Er war außerdem Vorsitzender des SPD-Wahlvereins von Rathenow, Mitglied im Reichsbanner Schwarz-Rot-Gold, im Aufsichtsrat des Brandenburgischen Sparkassen- und Giroverbandes und später in der Brandenburgischen Provinzialbank und Girozentrale sowie des Kreistages und Kreisausschusses Westhavelland. Daneben blieb der Kontakt zum DMV erhalten. Dieser ehrte ihn 1927 für 25 Jahre Mitgliedschaft und gewerkschaftliches Engagement. 
Priefert, der 1931 für weitere zwölf Jahre zum besoldeten Stadtrat von Rathenow gewählt worden war, verlor mit der Machtübernahme der Nationalsozialisten dieses Amt. Im Juni 1933 wurde er zusammen mit zahlreichen anderen Gewerkschaftern und sozialdemokratischen Parteifunktionären verhaftet und vom 27. Juni bis zum 19. Juli 1933 im Konzentrationslager Oranienburg in Schutzhaft genommen. Nach seiner Entlassung zog er nach Berlin und eröffnete mit seiner Frau in Berlin-Steglitz ein Textilwarengeschäft. Ihr Geschäft diente als Treffpunkt eines Kreises gleichgesinnter Gegner des Nationalsozialismus. Priefert bediente seine Kundschaft mit Ware von jüdischen Fabrikanten und Großhändlern, musste aber in Folge des Zweiten Weltkrieges sein Geschäft aufgeben. Priefert wurde 1943 dienstverpflichtet und vom Arbeitsamt dem Bezirksamt Steglitz zugewiesen. Mit Vollendung des 65. Lebensjahres im Januar 1944 verzog er mit seiner Frau im Mai 1944 nach Retzow bei Rathenow, wo er in der Landwirtschaft arbeitete. Nach dem Attentat auf Hitler am 20. Juli 1944 wurde Priefert im Zuge der Aktion Gitter ab Ende Juli 1944 zum zweiten Mal verhaftet und blieb bis zum 9. September 1944 im Konzentrationslager Sachsenhausen inhaftiert. 
Nach der Bedingungslosen Kapitulation Deutschlands beauftragte ihn der Präsident der Provinzialverwaltung Brandenburg Karl Steinhoff, mit dem Neuaufbau des Versicherungswesens in der Provinz Brandenburg bzw. dem Land Brandenburg. Am 1. September 1945 wurde er Vorstandsmitglied der neu gegründeten Versicherungsanstalt, eine Position, die er Ende Februar 1948 aus Altersgründen aufgab. Priefert trat noch 1945 in den Freien Deutschen Gewerkschaftsbund und in die SPD ein. Mit dem Vereinigungsparteitag, der Zwangsvereinigung von SPD und KPD, wurde Priefert Mitglied der SED, man habe ihn aber nach eigener Darstellung zwangsläufig gemeldet. 1947 trat er aus der SED aus, wurde erneut Mitglied der SPD in West-Berlin und des Deutschen Gewerkschaftsbundes. Priefert zog nun in den Stadtteil Nikolassee. Er stellte einen Antrag auf Anerkennung als politisch Verfolgter, der aber zunächst mit der Begründung, eine Haft von dreieinhalb Monaten sei nicht ausreichend für die Anerkennung, abgelehnt wurde. Erst Mitte Januar 1954 wurde dem Antrag, nach seinem Einspruch, stattgegeben.
Karl Priefert starb am 24. Mai 1961, im Alter von 82 Jahren, in Berlin. Er war seit 1906 mit Klara Stahlberg verheiratet. Seine Frau wurde 1908 ebenfalls Mitglied der SPD. Ihr gemeinsamer Sohn Erwin, geboren 1906, studierte Rechtswissenschaften. Er fiel im Zweiten Weltkrieg. Tochter Margot wurde 1912 geboren.